# Nobel
För andra betydelser, se Nobel (olika betydelser).
Nobel är en svensk släkt, känd genom Alfred Nobel och Nobelprisen.

## Historik
Släkten härstammar från den uppländske häradshövdingen Petter Nobelius (död 1707), som ursprungligen var från Östra Nöbbelöv i Skåne. Han skrev sig som student vid Uppsala universitet Petrus Olai Nobelius e Scania (d.v.s Peter Olofsson från Skåne). Nobelius är taget från Nöbbelöv. På vaga grunder har han sagts vara son till en bonde vid namn Olof Persson i Gislöv. Petter Nobelius hustru, Vendela Rudbeck, var dotter till Olof Rudbeck d.ä. och Vendela Lohrman, systerdotter till Gustaf Lohreman samt sondotter till Johannes Rudbeckius och Magdalena Hising född i släkten  Hising.
En av deras döttrar, Vendela Christina Nobel, blev mormor till Pehr Henrik Ling. Äldste sonen Petter Nobelius (död 1765) blev häradshövding som sin far. Hans bror Olof Nobelius (1706–1760) var ritmästare vid Uppsala universitet, och blev far till flera barn varav den yngste, Immanuel Nobel d.ä., var provinsialmedicus i Gävle. Den senares hustru hette Brita Catharina Ahlberg och var dotter till skepparen i Gävle Olof Ahlberg och Magdalena Axmar.
Deras son Immanuel Nobel den yngre var fabriksidkare, och gift med Karolina Andriette Ahlsell, dotter till en kamrerare i Stockholm och Karolina Roospigg. De var föräldrar till Alfred Nobel, Robert Nobel och Ludvig Nobel. En dotter till Ludvig Nobel behöll sitt flicknamn och var farmor till diskrimineringsombudsmannen Peter Nobel.
Till en annan släkt hör länsarkitekten Per-Axel Gunnar Nobel i Vänersborg.